# Arroyo Tupicuá
El arroyo Tupicuá es un pequeño curso de agua ubicado en la provincia de Misiones, Argentina perteneciente a la cuenca hidrográfica del río Paraná, en el que desemboca.
El mismo nace en la sierra Morena, en el departamento Iguazú y corre con un rumbo oeste, recibiendo algunos afluentes de poca importancia sobre todo desde su margen sur, hasta desaguar en el Paraná entre las ciudades de Wanda y Esperanza.
- Datos: Q5705991